# Субботник

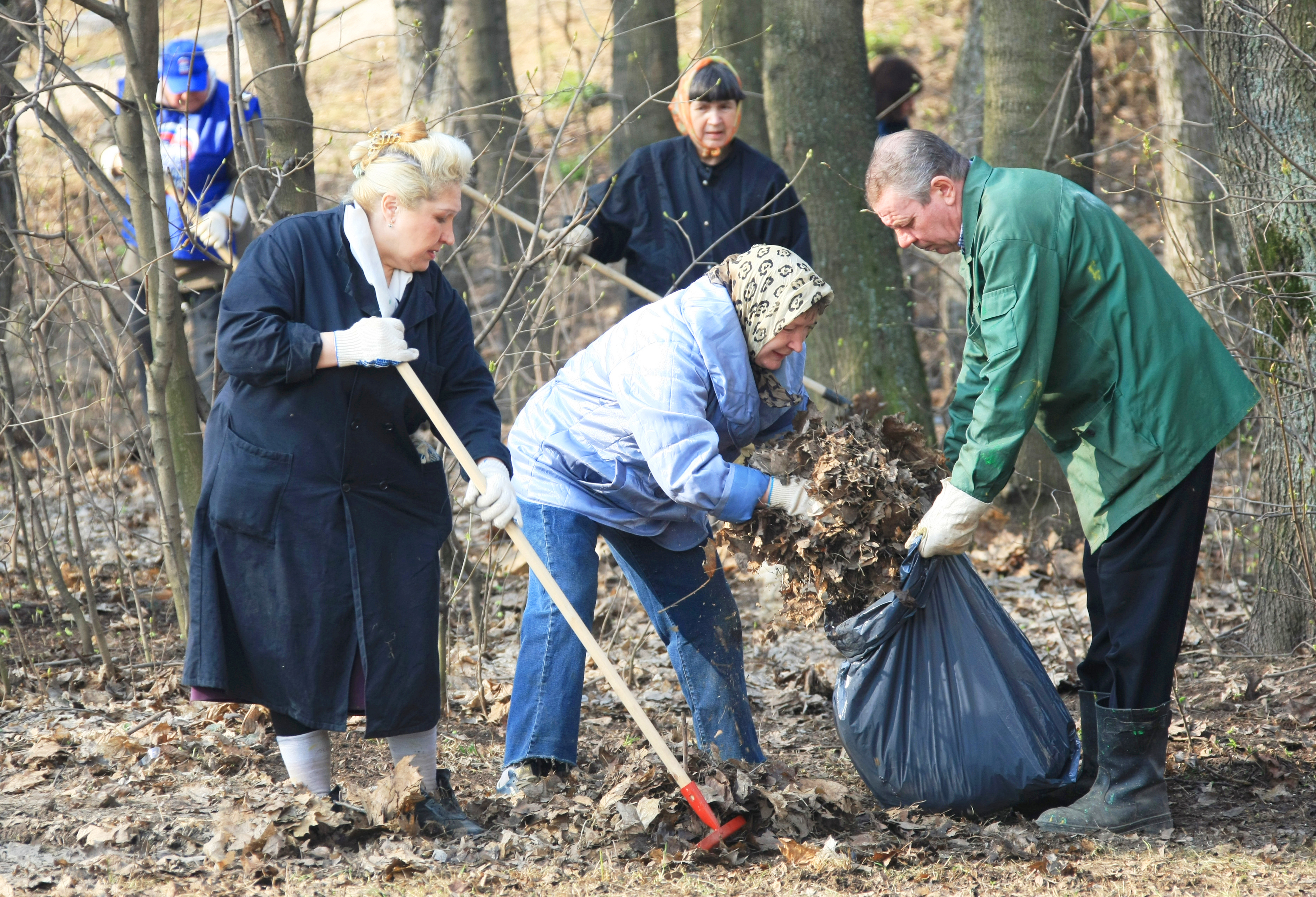
Субботник (2006) в Бирюлево

Суббо́тник (от слова «суббо́та»), также воскре́сник (от «воскресе́нье») — общественная неоплачиваемая работа, — добровольно-принудительный труд в нерабочее время, чаще всего в выходные дни (от которых и происходит название); впервые возникло под инициативой коммунистического строя государства в Советской России (РСФСР) на рубеже 1910—1920-х годов.
Характеристика труда, в целом, полностью зависит от конкретного выбора мест проведений мероприятий, однако можно выделить общие черты: уборка местности (подметание, сбор и утилизация палых листьев, очищение от мусора и т. д.), починка (скамеек, заборных ограждений, фонарей и т. д.) и покраска (стен, бордюров и т. д.), забота о растениях (побелка стволов деревьев, кошение травы, вырывание «сорняков» и т. д.) и посадка саженцев и цветов.

## История
В России в ранние годы Советской власти субботники как порождение революционного энтузиазма масс были действительно добровольными, как писали советские историки, и принимали участие в них в основном коммунисты (комсомольцы) и сочувствующие.
Впоследствии однако, с уменьшением энтузиазма населения субботники (обычно приуроченные к праздничным датам) стали привычной, характерной чертой «социалистического образа жизни». Руководство предприятий зачастую использовало добровольный труд своих работников «в интересах их предприятия», экономя на заработной плате. Партийными идеологами субботники рассматривались, как одно из средств «коммунистического воспитания масс». В комсомольских и партийных организациях участие в субботниках становилось мерилом общественной активности человека, а к немногочисленным уклонившимся могли применяться меры общественного порицания или даже административного воздействия.

### Первые коммунистические субботники

Массовый субботник на Московско-Казанской железной дороге (1919)

Субботники возникли весной 1919 года в ответ на призыв В. И. Ленина улучшить работу железных дорог, в период Гражданской войны и военной интервенции. Инициаторами проведения первого субботника выступили коммунисты депо Москва-Сортировочная Московско-Казанской железной дороги.

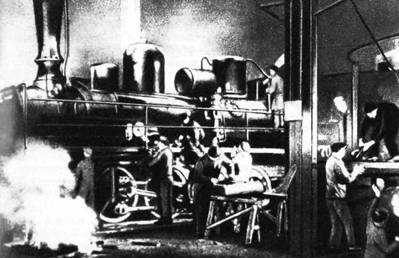
Первый коммунистический субботник в депо Москва-Сортировочная Московско-Казанской железной дороги (12 апреля 1919)

В ночь на субботу (отсюда название) 12 апреля 1919 года в депо Москва-Сортировочная группа рабочих из 15 человек после рабочего дня вернулась в цех ремонтировать паровозы. В протокольной записи организатора мероприятия, председателя деповской ячейки И. Е. Буракова, отмечалось:

Работали беспрерывно до 6 часов утра (десять часов) и отремонтировали три паровоза текущего ремонта за № 358, 4 и 7024. Работа шла дружно и спорилась так, как никогда прежде. В 6 часов утра мы собрались в служебном вагоне, где, отдохнув и попив чаю, стали обсуждать текущий момент и решили нашу ночную работу — с субботы на воскресенье, продолжать еженедельно — «до полной победы над Колчаком». Затем пропели «Интернационал» и стали расходиться…— Коммунистические субботники в Москве и Московской губернии в 1919—1920 гг.
В первом коммунистическом субботнике участвовало 15 человек. Из них 13 коммунистов (Е. Апухтин — слесарь, И. Е. Бураков — слесарь, Я. Ф. Горлупин — слесарь, М. А. Кабанов — слесарь, П. С. Кабанов — слесарь, А. В. Каракчеев — слесарь, Я. М. Кондратьев — машинист, В. И. Наперстков — слесарь, Ф. И. Павлов — котельщик, П. С. Петров — слесарь, А. А. Сливков — машинист, А. И. Усачев — слесарь, П. И. Шатков — слесарь) и двое сочувствующих (А. В. Кабанова — чернорабочая, В. М. Сидельников — слесарь). По воспоминаниям Кондратьева, Сидельникова и Павлова, выйти в ночь на работу их заставили обстоятельства — всё депо было заполнено неисправными паровозами, а станция — поломанными вагонами. Работали при холоде и отсутствии освещения.

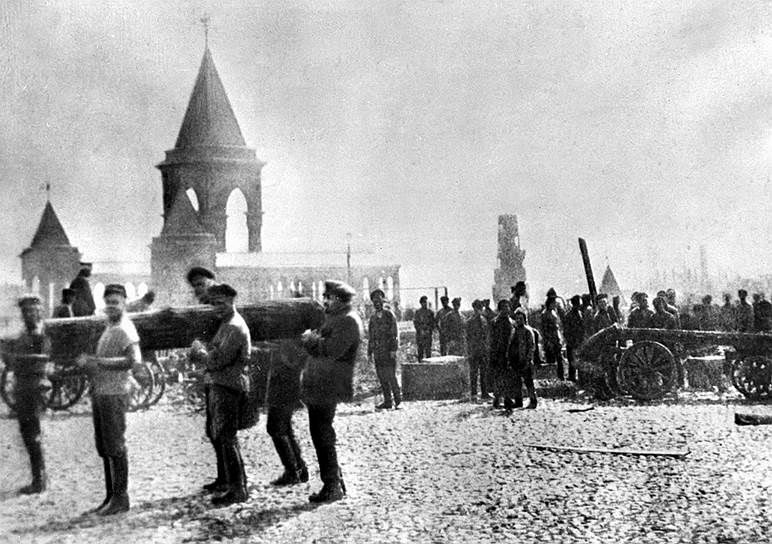
В. И. Ленин (передний план, крайний справа) в Кремле на первом Всероссийском субботнике, (1 мая 1920)

10 мая 1919 года состоялся первый массовый (205 чел.) коммунистический субботник на Московско-Казанской железной дороге, который стал поводом для статьи В. И. Ленина «Великий почин (О героизме рабочих в тылу. По поводу „коммунистических субботников“)», впервые опубликованной отдельной брошюрой в июле 1919 года. Почин московских железнодорожников, подхваченный на промышленных предприятиях, Ленин назвал проявлением героизма трудящихся масс, начавших практическое строительство социализма. В обстановке хозяйственной разрухи, голода, падения производительности труда субботники были восприняты им как выражение нового, коммунистического отношения к труду.

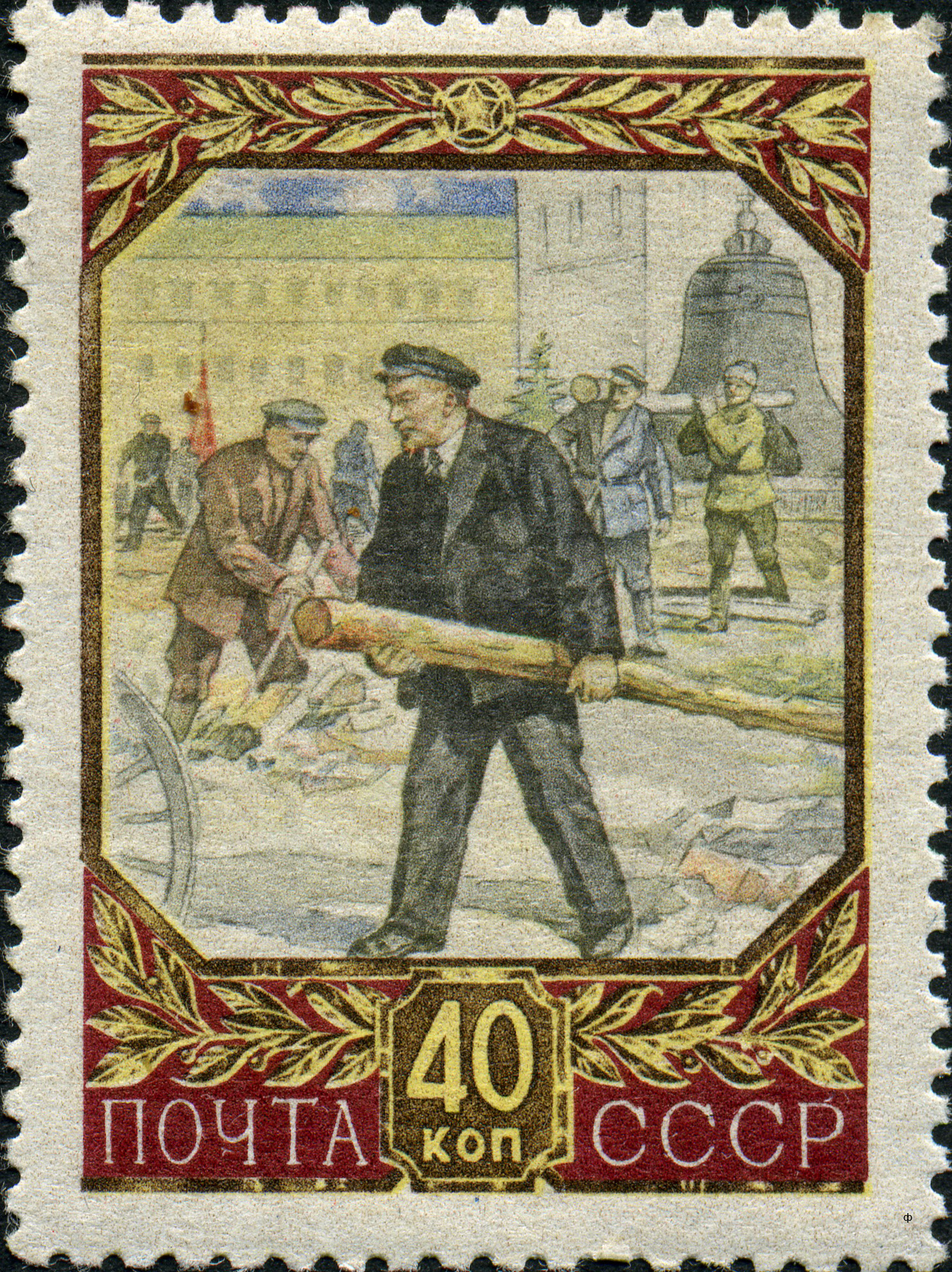
Почтовая марка 1957 год. «В. И. Ленин на коммунистическом субботнике в Кремле»

Наибольшего размаха движение достигло в 1920 году. В январе, во время «Недели фронта», тысячи рабочих трудились на субботниках в помощь фронту. По решению 9-го съезда РКП(б) 1 мая 1920 был проведён Всероссийский субботник. В Кремле в работе на этом субботнике принимал участие руководитель Советского государства В. И. Ленин. Впоследствии этот факт активно использовался в коммунистической пропаганде.

### С 1930-х гг. до конца СССР

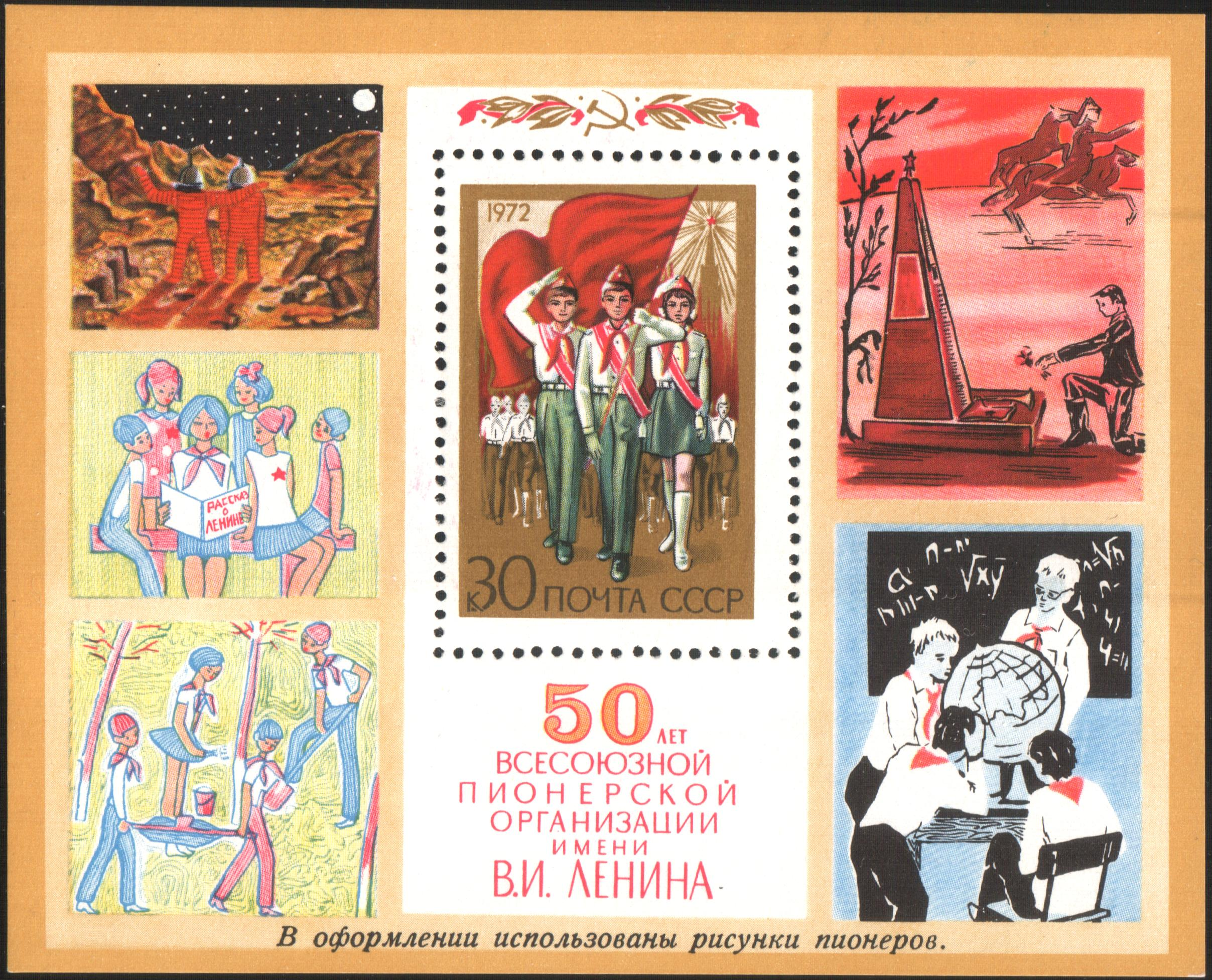
Детский рисунок «Субботник» (третий сверху слева) на почтовом блоке СССР 1972 года }

Субботники получили широкое распространение в 1930-е годы — тогда же они временно превратились из добровольных в принудительно-добровольные.

Такие ленточки выдавались участникам субботника в 1980-х годах.

Субботники обычно проводились по месту работы, и тогда во время субботника люди выполняли свою обычную, повседневную работу. Но, иногда субботники проводились по месту жительства, по инициативе местных органов самоуправления, и тогда люди трудились над облагораживанием родной местности, выполняя различные строительные работы: строительство и покраска заборов, ремонт зданий, штукатурка, отделка помещений, высаживание газонов, создание и обустройство клумб, парков, детских площадок. Такие «строительные субботники», впрочем, могли быть устроены и по месту работы, если, например, учреждение переезжало в другое здание. Бывало и так, что школы созывали на подобные субботники (с целью ремонта школы) родителей учащихся.
В СССР частота проведения субботников была непостоянной. Иногда субботники могли проводиться каждую неделю, иногда — только несколько раз в год. Всесоюзные Ленинские коммунистические субботники, приуроченные к дню рождения В. И. Ленина (22 апреля), проводились ежегодно. Они как бы знаменовали собой окончательный приход весны и использовались для подготовки к празднованию Первомая.

### На постсоветском пространстве
Понятие «субботник» распространено в странах бывшего социалистического лагеря и СНГ. По сути это «добровольный» бесплатный труд по уборке, как правило, прилегающих к месту работы/проживания территорий, их облагораживанию и т. д. Тем не менее, в Норвегии также существует термин dugnad, который подразумевает под собой добровольную бесплатную работу по благоустройству территории или общую помощь в том или ином деле.

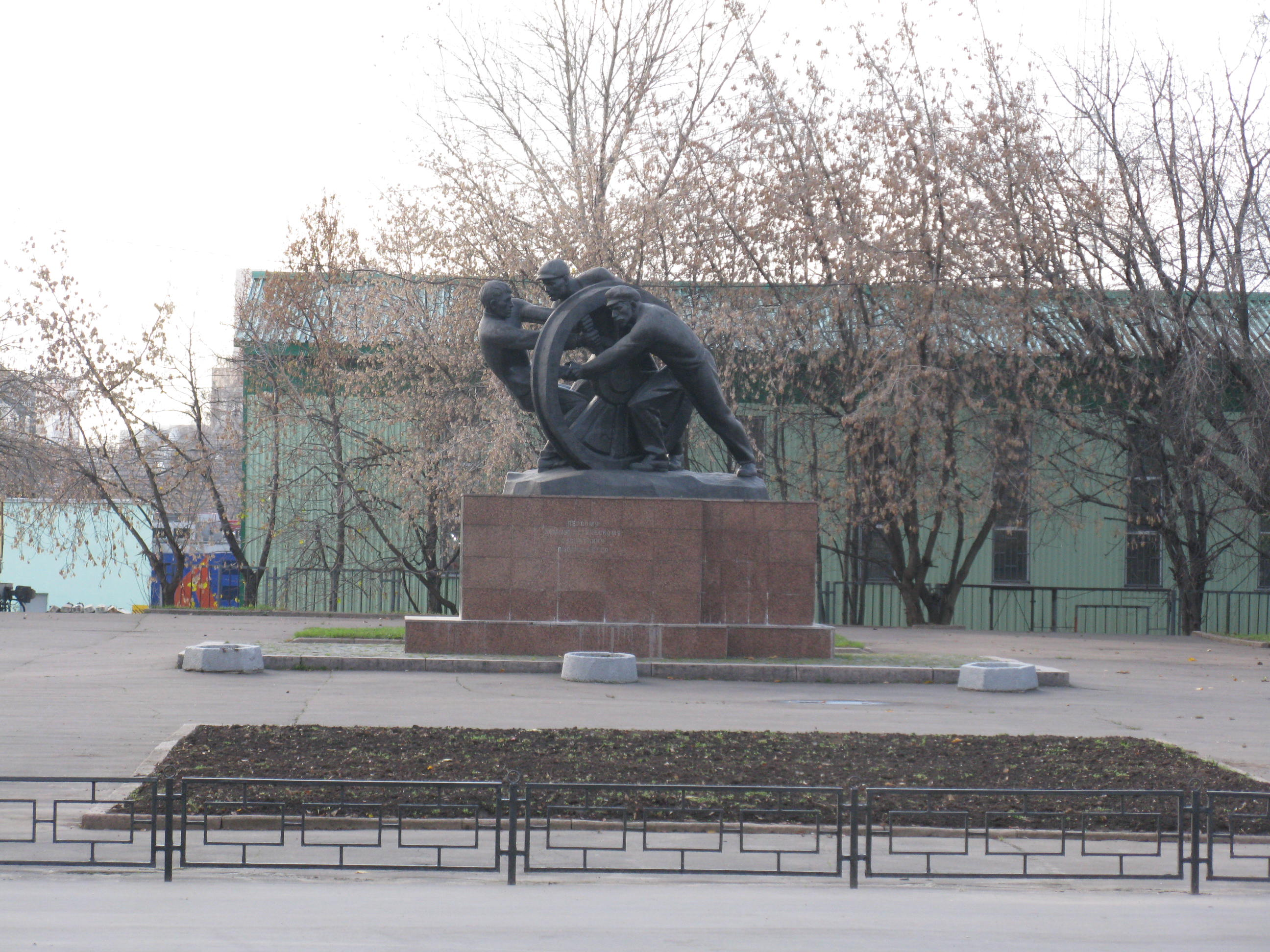
Памятник в честь первого коммунистического субботника, установленный на станции Москва-Сортировочная

В современной России и других странах СНГ и Балтии субботником называют любую общественную работу по благоустройству территории, если она проводится не специализированными организациями. Так, многие частные и государственные предприятия проводят уборку силами своих сотрудников, а руководство учебных заведений к субботникам привлекает учащихся и студентов. Эти мероприятия уже далеко не всегда приурочены к субботе или тем более к неделе около дня рождения Ленина. Иногда такая работа засчитывается в счёт рабочего времени, а иногда используется ретивыми чиновниками как бесплатная рабочая сила для авралов и для поборов с населения — перечисления в счет субботника однодневной зарплаты даже с тех, кто в субботнике участия не принимал.
Уровнем предприятий, организаций и ВУЗов дело не ограничивается, в некоторых городах объявляются общегородские, а в некоторых странах, например в Республике Узбекистан (см. Хашар) и Республике Беларусь общегосударственные субботники.
В Белоруссии проводятся не только общереспубликанские субботники, (по заведенной ещё советской традиции, как правило, ближе к концу апреля), но и городские, а также, так называемые «месячники по благоустройству и наведению порядка», которые могут проводиться несколько раз в год целый месяц. Несмотря на то, что в государственных СМИ данные мероприятия преподносятся как исключительно добровольные, такие мероприятия носят чаще всего административный и принудительный характер. В них принимают участие трудовые коллективы, учащиеся школ, среднеспециальных учебных заведений и ВУЗов, по спускаемой разнарядке сверху. Кроме непосредственного участия в субботнике, с работников удерживают дневной заработок. Отказ от участия в подобных мероприятиях может привести к различным санкциям от устного осуждения и удержания премии до непродления трудового контракта, то есть увольнения работника без объяснения причин со стороны нанимателя, но это является не законным, и может быть оспорено в суде..
В Латвии Ленинские коммунистические субботники плавно перетекли в общенациональные мероприятия Большой толоки (Lielā talka) по уборке территорий после зимы, обычно в конце апреля. Работники предприятий и население участвуют в благоустройстве, сборе мусора, очистке водоёмов, посадке деревьев, им предлагается по желанию выбрать площадку приложения своих сил на территории страны. Организаторами толоки являются Министерство охраны среды и государственное предприятие «Латвийские государственные леса» (Latvijas valsts meži). Субботники также проводят государственные и частные предприятия и организации для решения локальных задач: например, Латвийская Национальная библиотека привлекала добровольцев помочь в оцифровке текстов, опубликованных на готическом шрифте и в старой орфографии на латышском языке.

### Современность
Как правило, субботники организуются накануне дня рождения Ленина (22 апреля). Жители приводят в порядок близлежащие территории (очищают их от мусора, высаживают молодые кустарники, осуществляют побелку стволов деревьев, красят скамейки и бордюры). Однако всё чаще в православных епархиях России на смену субботней общественной работе приходит традиция проведения «чистых четвергов». В Беларуси 12 апреля 2025 году был проведен Республиканский субботник. Предполагается, такая практика может быть введена в стране на регулярной основе.

## Субботник в культуре
Именно о таких коммунистических субботниках писал советский поэт В. В. Маяковский в поэме «Хорошо!»